# نبرد فرنچ‌تاون
نبرد فرنچ‌تاون (انگلیسی: Battle of Frenchtown) شناخته شده با نام دیگر نبرد رودخانهٔ‌ریسین و همچنین، قتل‌عام رودخانهٔ ریسین، نبردی است از سری جنگ‌های ۱۸۱۲ که در تاریخ ۱۸ تا ۲۳ سال ۱۸۱۳ شکل گرفت، این درگیری، مبارزه‌ای بود میان ایالات متحده آمریکا و بریتانیا به همراهی سرخ‌پوستان بومی آمریکا در نزدیکی رودخانه ریسین در فرنچ‌تاون تحت قلمرو میشیگان، نبرد فرنچ‌تاون در تاریخ ۲۲ ژانویه شاهد بیشترین میزان مرگ و میر و تلفات خودش بود.

## نگارخانه

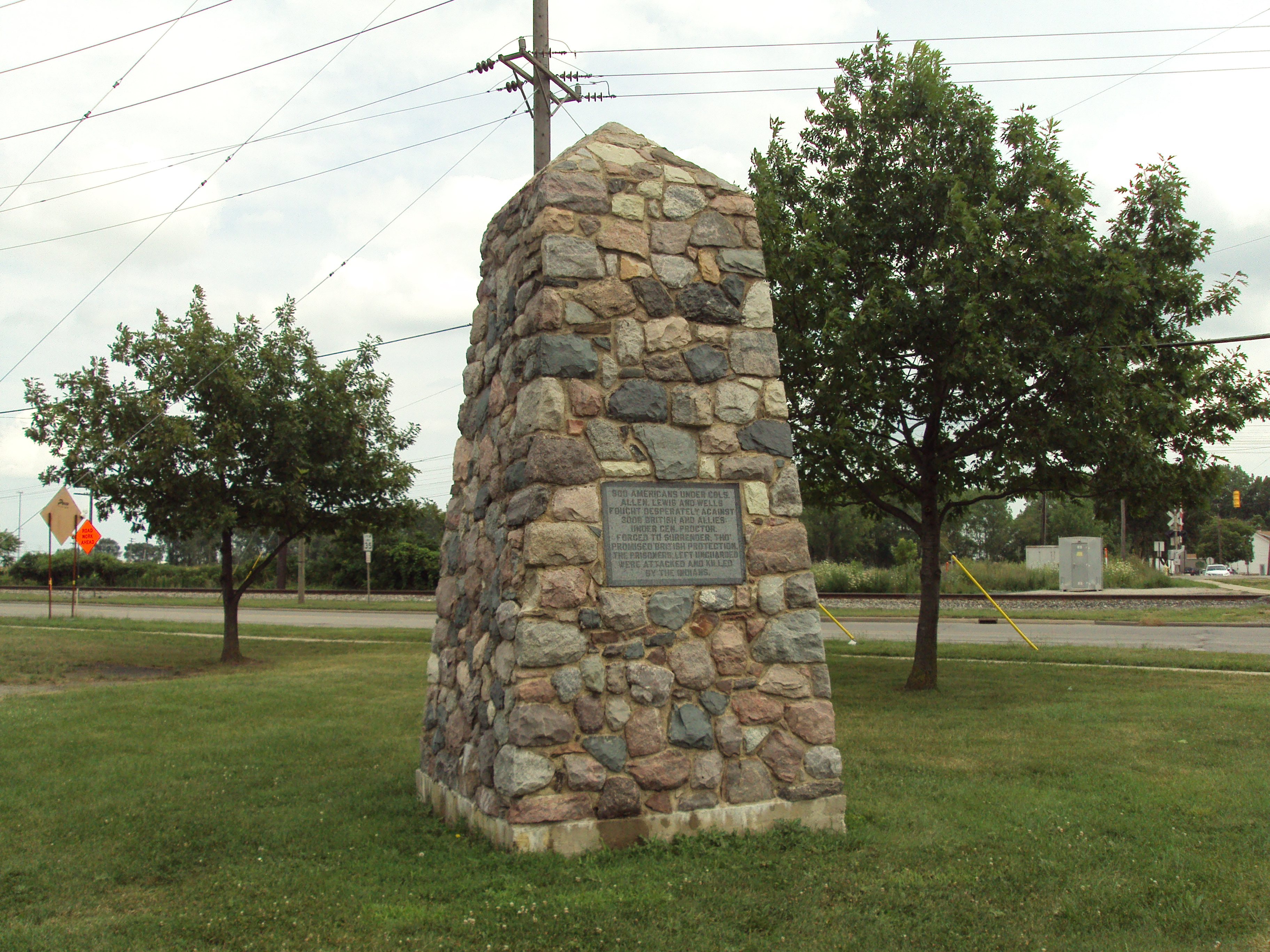
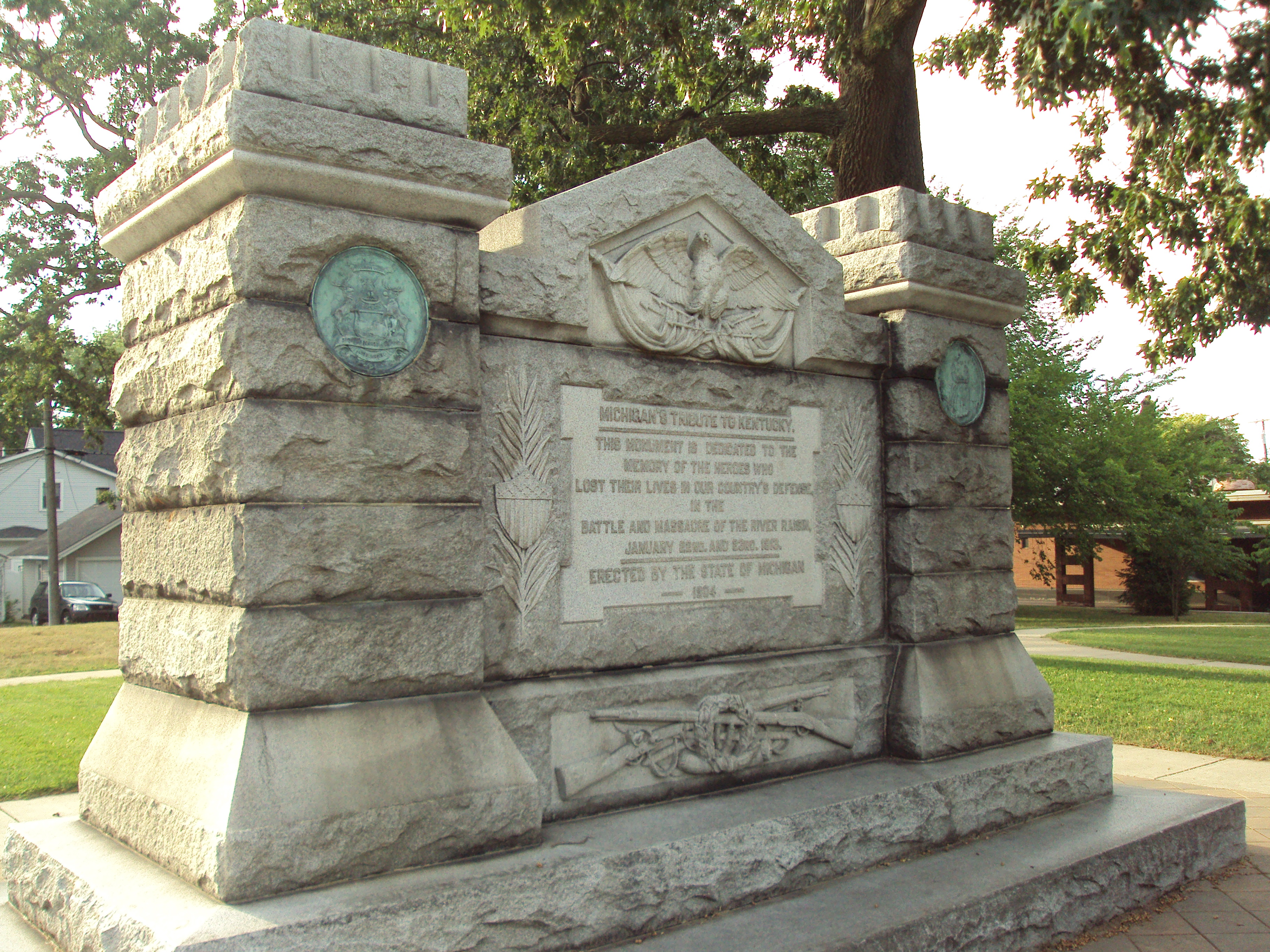
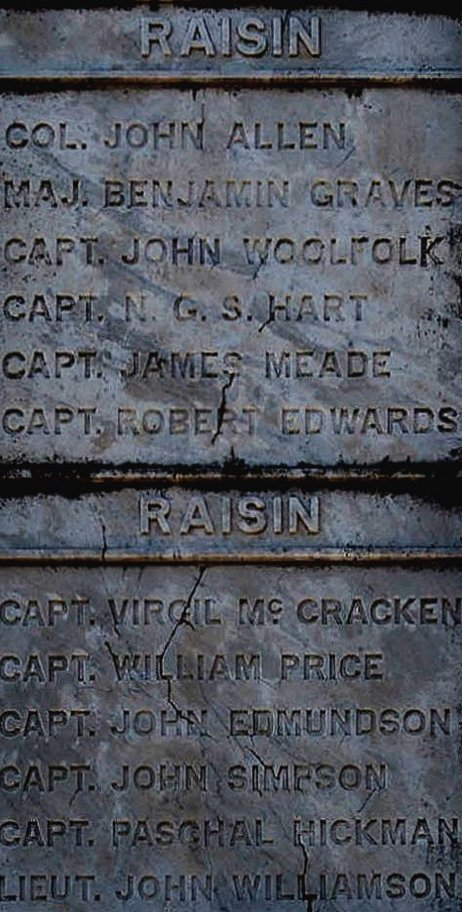
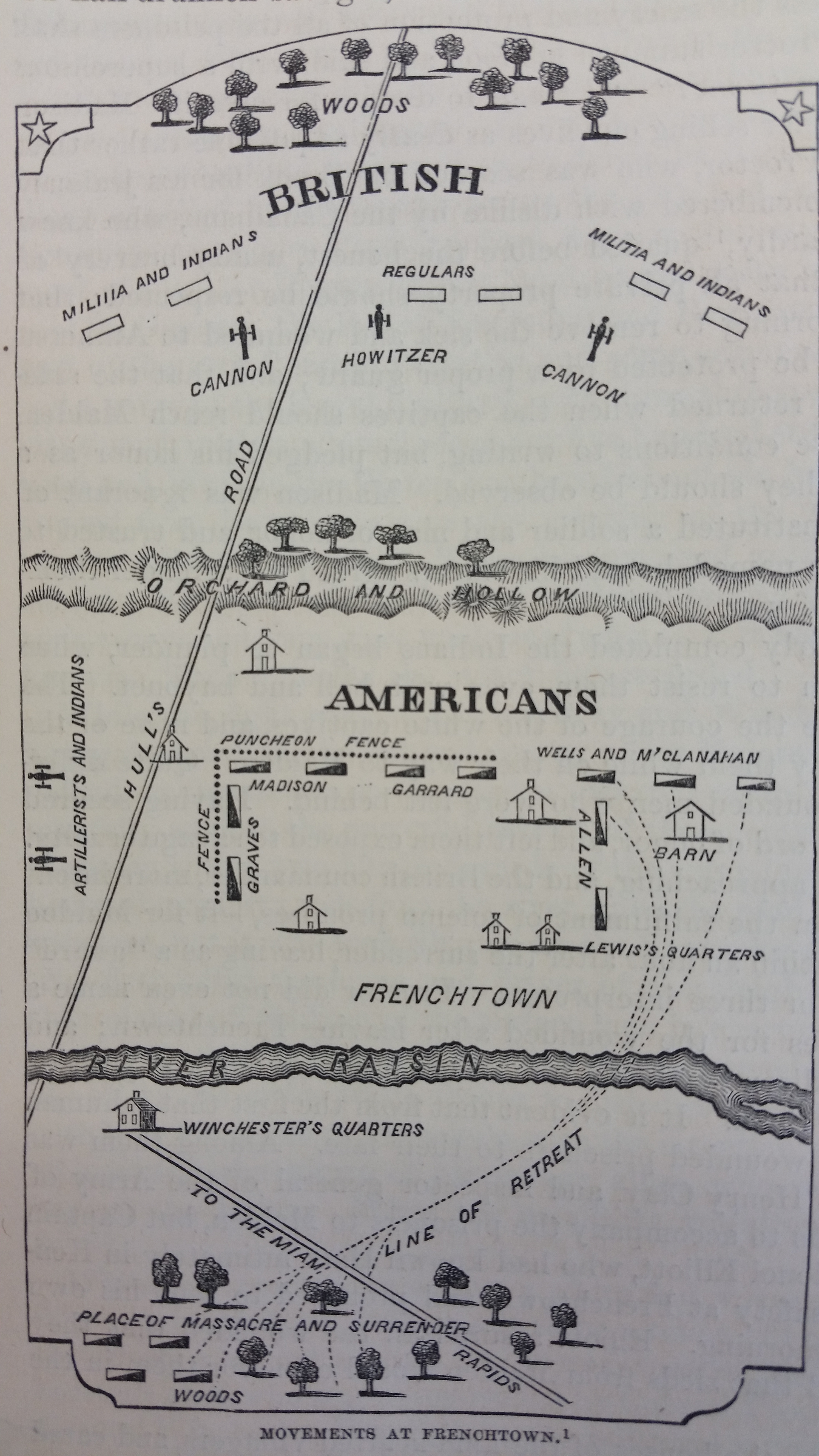
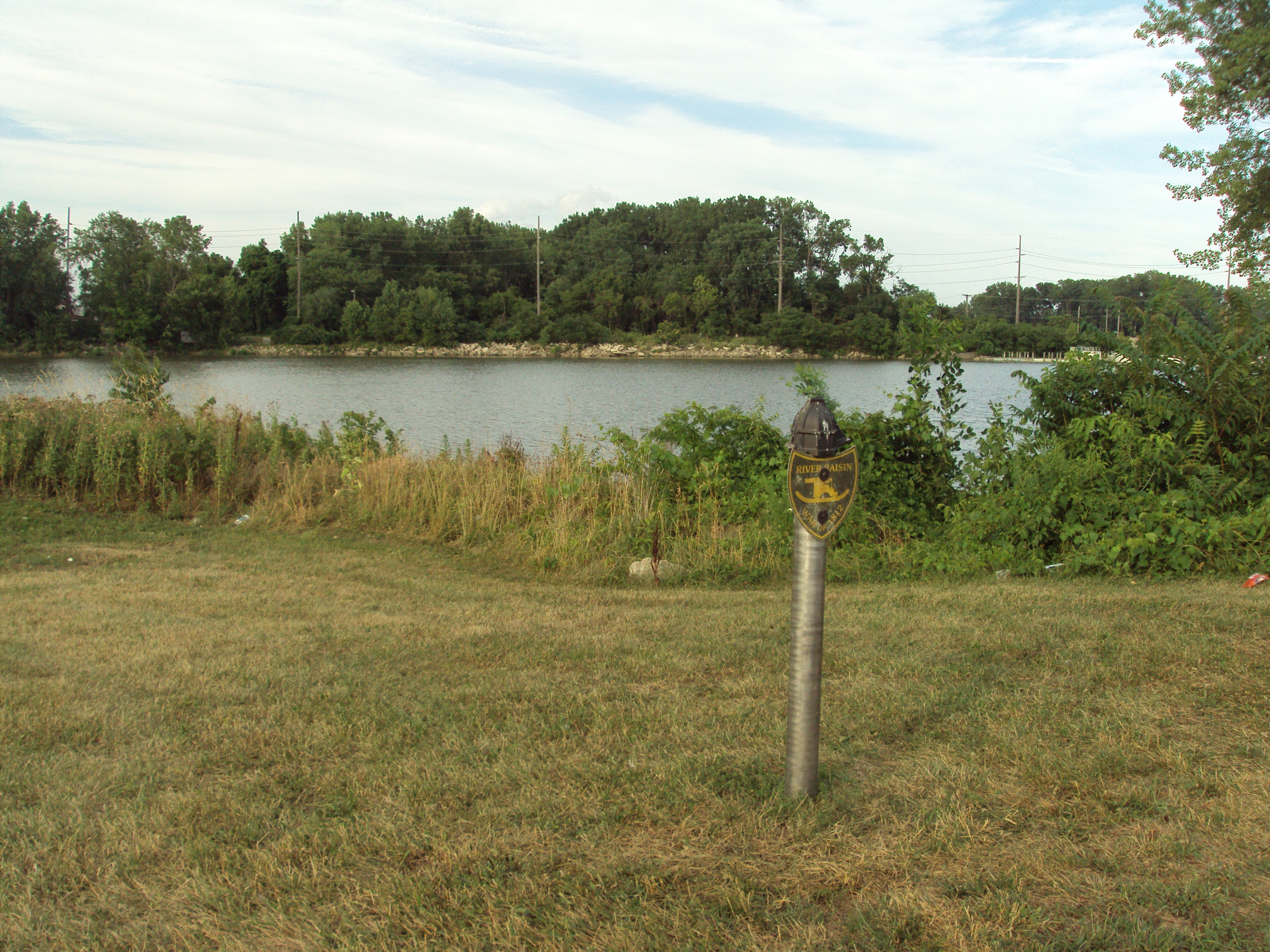
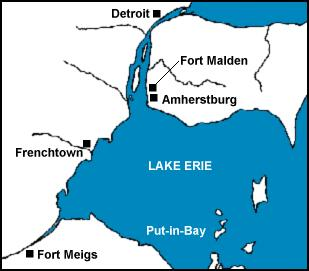